# 13027 Geeraerts
13027 Geeraerts è un asteroide della fascia principale. Scoperto nel 1989, presenta un'orbita caratterizzata da un semiasse maggiore pari a 2,5535774 UA e da un'eccentricità di 0,1143699, inclinata di 3,75591° rispetto all'eclittica.